# Fleury (Oise)
Pour les articles homonymes, voir Fleury.
Fleury est une commune française située dans le département de l'Oise, en région Hauts-de-France.

## Géographie

### Description

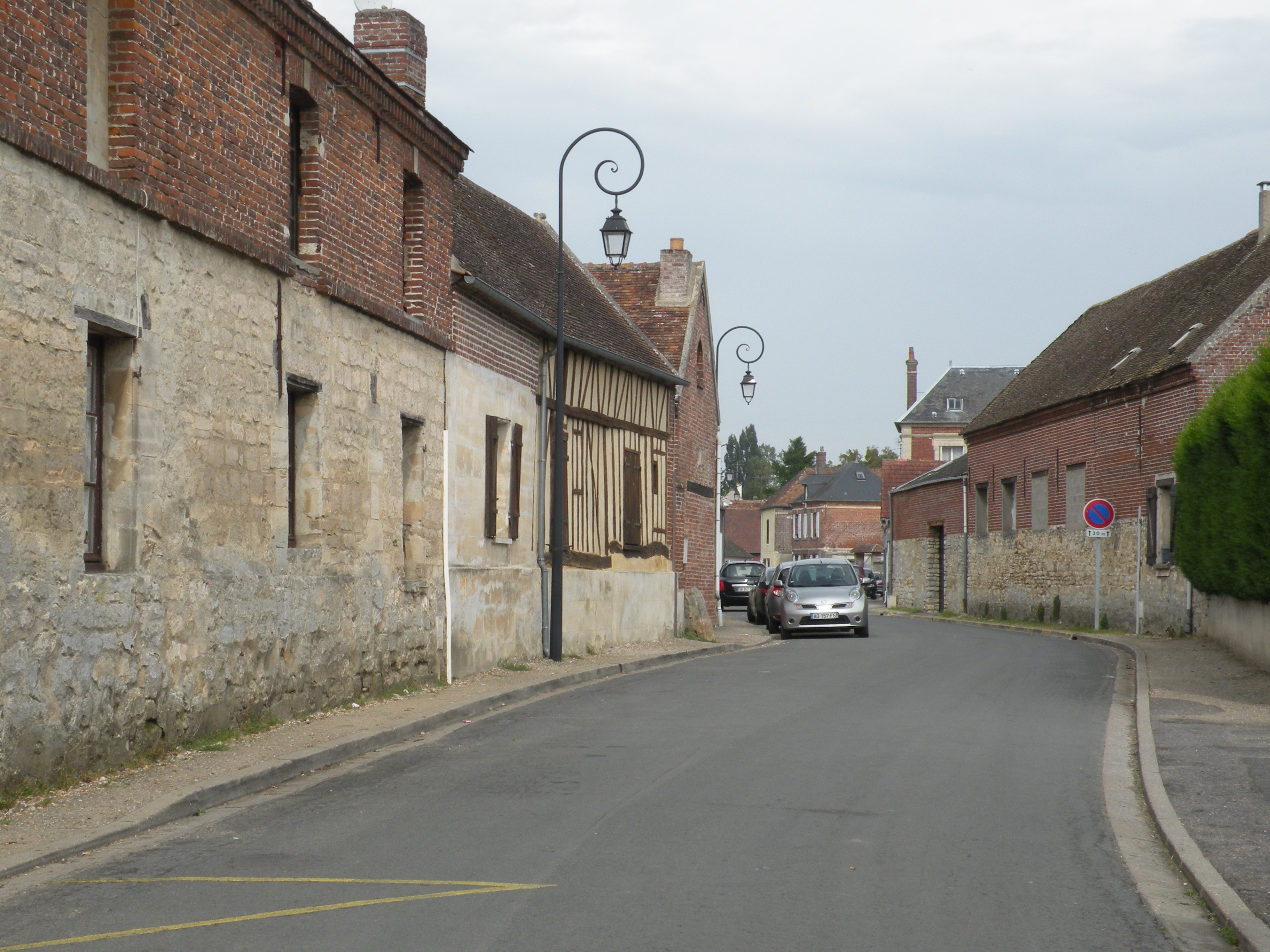
Paysage de la commune.

Le village est situé à 15 km au sud-est de Gisors, 25 km au nord-ouest de Pontoise et à 25 km au sud-ouest de Beauvais.

### Communes limitrophes
| Boissy-le-Bois | Bachivillers |                  |
| Fay-les-Étangs | Fleury       | Fresne-Léguillon |
| Tourly         | Monneville   |                  |

### Hydrographie
La commune est située dans le bassin Seine-Normandie. Elle est drainée par la Troesne, le ru du Mesnil et la Fausse,,.
La Troesne, d'une longueur de 27 km, prend sa source dans la commune de Hénonville et se jette  dans l'Epte à Gisors, après avoir traversé douze communes. 
Le ru du Mesnil, d'une longueur de 11 km, prend sa source dans la commune de Le Mesnil-Théribus et se jette  dans la Troesne sur la commune, après avoir traversé cinq communes. 

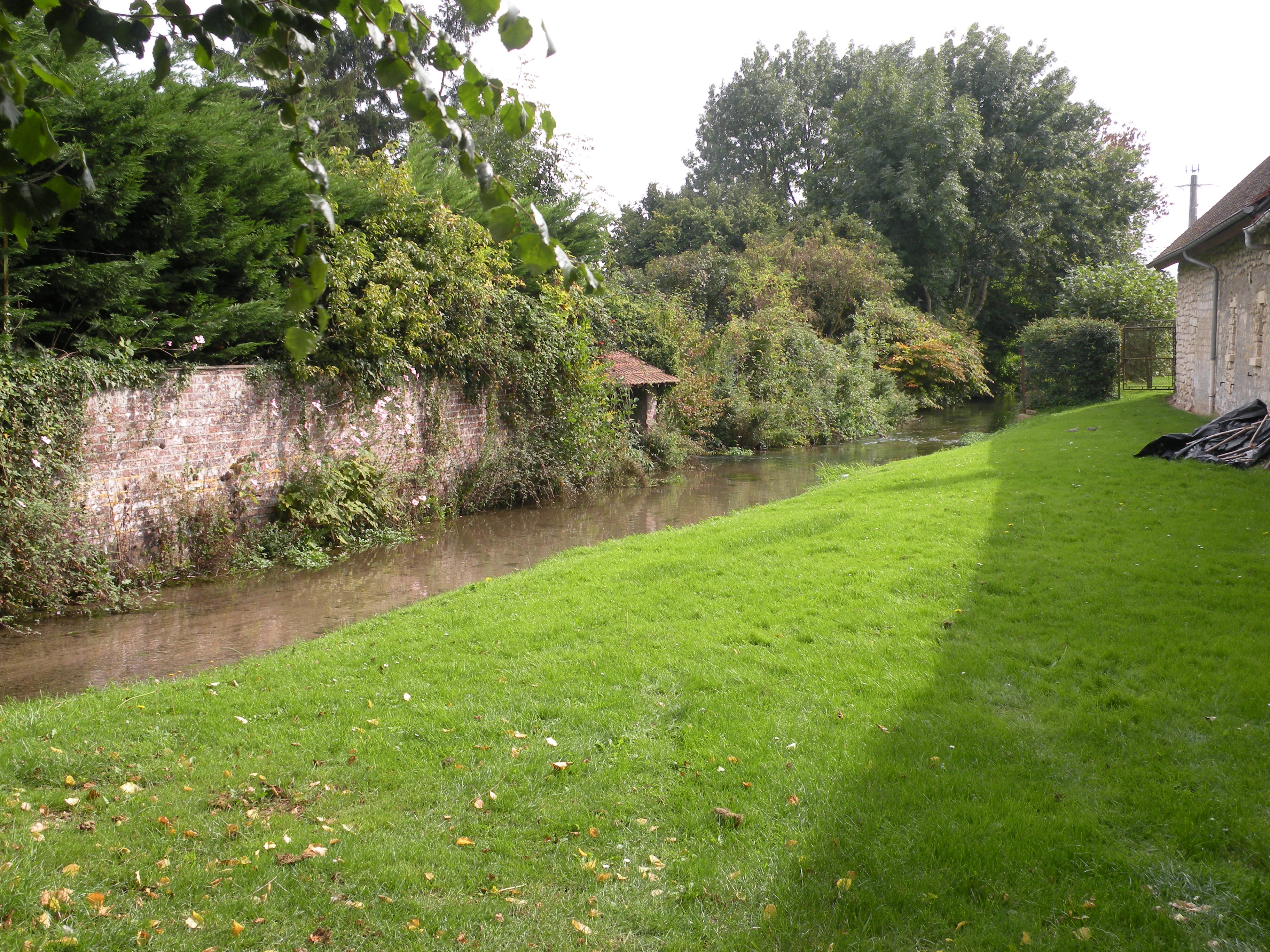
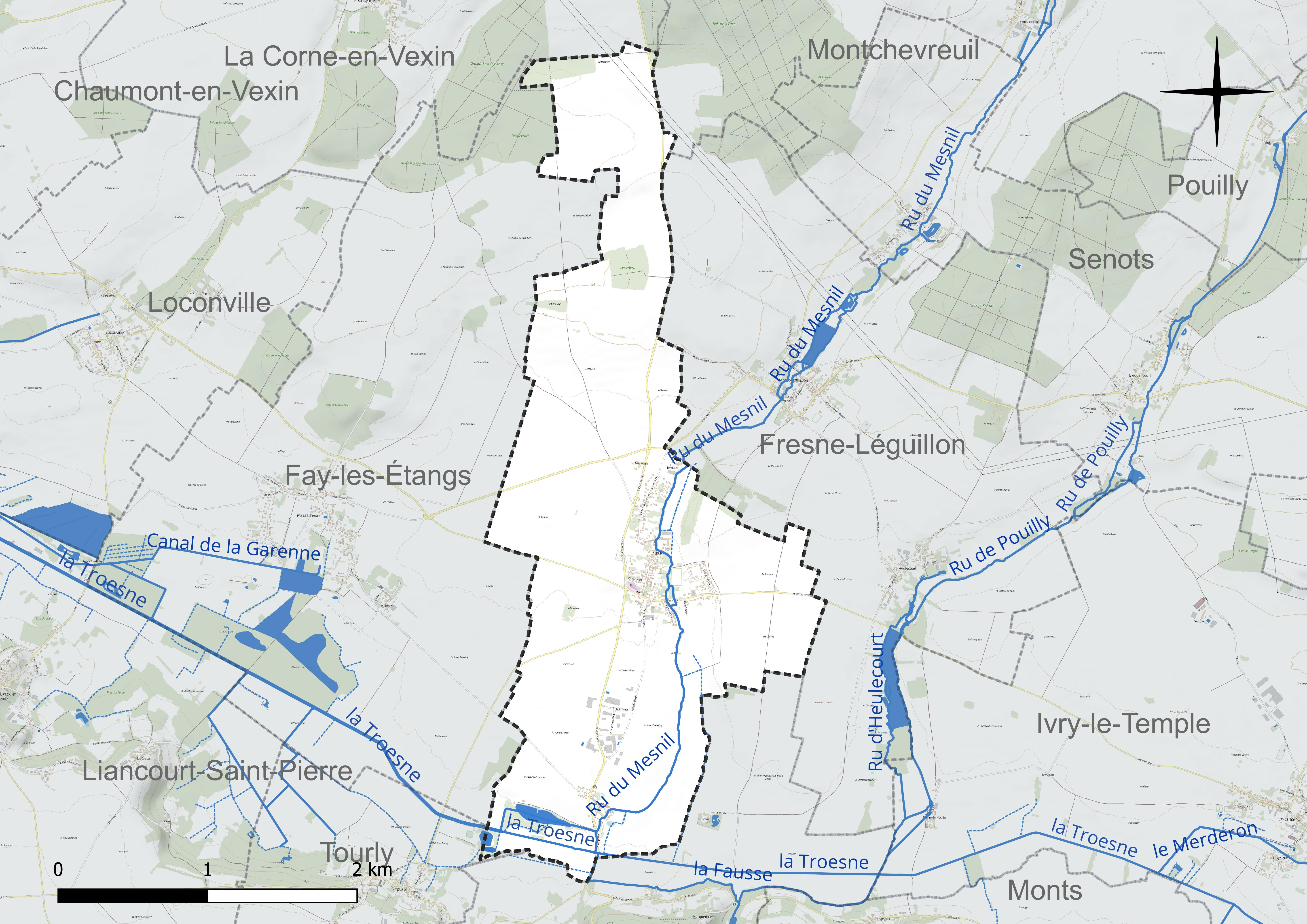
Réseau hydrographique de Fleury.

Un plan d'eau complète le réseau hydrographique : le plan d'eau de Neuvillette (2,6 ha),.

### Climat
Pour des articles plus généraux, voir Climat des Hauts-de-France et Climat de l'Oise.
En 2010, le climat de la commune est de type climat océanique dégradé des plaines du Centre et du Nord, selon une étude du CNRS s'appuyant sur une série de données couvrant la période 1971-2000. En 2020, Météo-France publie une typologie des climats de la France métropolitaine dans laquelle la commune est exposée à un climat océanique et est dans la région climatique  Sud-ouest du bassin Parisien, caractérisée par une faible pluviométrie, notamment au printemps (120 à 150 mm) et un hiver froid (3,5 °C). 
Pour la période 1971-2000, la température annuelle moyenne est de 10,9 °C, avec une amplitude thermique annuelle de 14,7 °C. Le cumul annuel moyen de précipitations est de 705 mm, avec 11,4 jours de précipitations en janvier et 7,9 jours en juillet. Pour la période 1991-2020, la température moyenne annuelle observée sur la station météorologique la plus proche, située sur la commune de Jaméricourt à 9 km à vol d'oiseau, est de 11,0 °C et le cumul annuel moyen de précipitations est de 695,7 mm,. Pour l'avenir, les paramètres climatiques de la commune estimés pour 2050 selon différents scénarios d'émission de gaz à effet de serre sont consultables sur un site dédié publié par Météo-France en novembre 2022.

## Urbanisme

### Typologie
Au 1er janvier 2024, Fleury est catégorisée bourg rural, selon la nouvelle grille communale de densité à sept niveaux définie par l'Insee en 2022.
Elle est située hors unité urbaine. Par ailleurs la commune fait partie de l'aire d'attraction de Paris, dont elle est une commune de la couronne,. 

### Occupation des sols
L'occupation des sols de la commune, telle qu'elle ressort de la base de données européenne d'occupation biophysique des sols Corine Land Cover (CLC), est marquée par l'importance des territoires agricoles (94 % en 2018), une proportion identique à celle de 1990 (94 %). La répartition détaillée en 2018 est la suivante : 
terres arables (83,9 %), prairies (6,6 %), zones urbanisées (4,6 %), zones agricoles hétérogènes (3,6 %), forêts (1,4 %). L'évolution de l'occupation des sols de la commune et de ses infrastructures peut être observée sur les différentes représentations cartographiques du territoire : la carte de Cassini (XVIIIe siècle), la carte d'état-major (1820-1866) et les cartes ou photos aériennes de l'IGN pour la période actuelle (1950 à aujourd'hui).

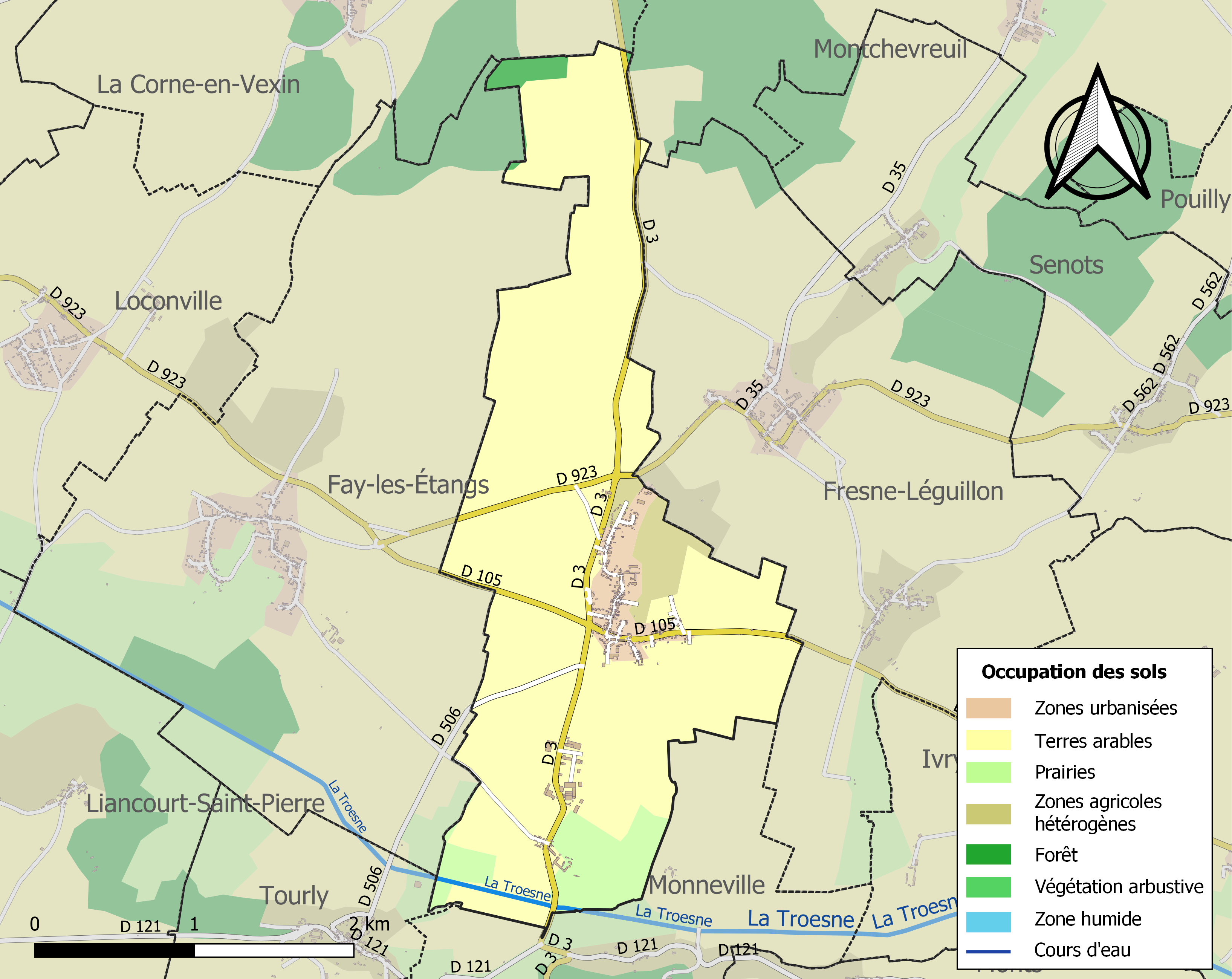
Carte des infrastructures et de l'occupation des sols de la commune en 2018 (CLC).

### Lieux-dits, hameaux et écarts
La commune comprend le hameau de Neuvillette et celui du Vivier.

### Habitat et logement
En 2019, le nombre total de logements dans la commune était de 229, alors qu'il était de 205 en 2014 et de 190 en 2009.
Parmi ces logements, 95,2 % étaient des résidences principales, 1,5 % des résidences secondaires et 3,3 % des logements vacants. Ces logements étaient pour 95,8 % d'entre eux des maisons individuelles et pour 3,9 % des appartements.
Le tableau ci-dessous présente la typologie des logements à Fleury en 2019 en comparaison avec celle de l'Oise et de la France entière. Une caractéristique marquante du parc de logements est ainsi une proportion de résidences secondaires et logements occasionnels (1,5 %) inférieure à celle du département (2,4 %) mais supérieure à celle de la France entière (9,7 %). Concernant le statut d'occupation de ces logements, 82,4 % des habitants de la commune sont propriétaires de leur logement (80 % en 2014), contre 61,4 % pour l'Oise et 57,5 pour la France entière.
| Typologie                                               | Fleury | Oise | France entière |
| ------------------------------------------------------- | ------ | ---- | -------------- |
| Résidences principales (en %)                           | 95,2   | 90,4 | 82,1           |
| Résidences secondaires et logements occasionnels (en %) | 1,5    | 2,4  | 9,7            |
| Logements vacants (en %)                                | 3,3    | 7,1  | 8,2            |

### Voies de communication et transports
La commune est desservie, en 2023, par les lignes 608, 617, 6106 et 6136 du réseau interurbain de l'Oise.

## Toponymie,
Le nom est attesté en 864 sous la forme Floriaco. Il s'agit du nom d'homme latin Florius (dérivé du latin flos, floris « fleur ») avec le suffixe gallo-romain d'appartenance -acum.

## Histoire

### Époque contemporaine
Louis Graves indiquait en 1827 l'existence de trois moulins à eau destinés à moudre le blé.

## Politique et administration

### Rattachements administratifs et électoraux
La commune se trouve  dans l'arrondissement de Beauvais du département de l'Oise. Pour l'élection des députés, elle fait partie depuis 1988 de la deuxième circonscription de l'Oise.
Elle fait partie de 1793  du canton de Chaumont-en-Vexin. Dans le cadre du redécoupage cantonal de 2014 en France, ce canton, dont la commune est toujours membre, est modifié, passant de 37 à 73 communes.

### Intercommunalité
La commune est membre de la communauté de communes du Vexin-Thelle, créée en 2000.

### Liste des  maires
| Période                                  | Période                       | Identité        | Étiquette | Qualité                          |
| ---------------------------------------- | ----------------------------- | --------------- | --------- | -------------------------------- |
| Les données manquantes sont à compléter. |                               |                 |           |                                  |
| juin 1995                                | mars 2008                     | Ivan Marie      |           | Chef d'entreprise                |
| mars 2008                                | 2017                          | Philippe Fort   |           | Technicien ERDF Démissionnaire   |
| 2017[réf. nécessaire]                    | En cours (au 14 février 2020) | Sébastien Marie |           | Cadre supérieur du secteur privé |

## Équipements et services publics

### Eau et déchets
Le Syndicat mixte d'assainissement des Sablons (SMAS) réalise en 2019/2020 une station d'épuration destinée à traiter les eaux usées de 14 communes de la communauté de communes du Vexin-Thelle et de la communauté de communes des Sablons, pour un coût (avec les réseaux d'assainissement) de 39 millions d'euros, dont 16 provenant de subventions. Cet équipement permet le raccordement des constructuons de Fleury à un réseau d'égout, évoqué depuis les années 1970, limitant ainsi les risques de pollution des rivières et des nappes phréatiques,.

### Enseignement

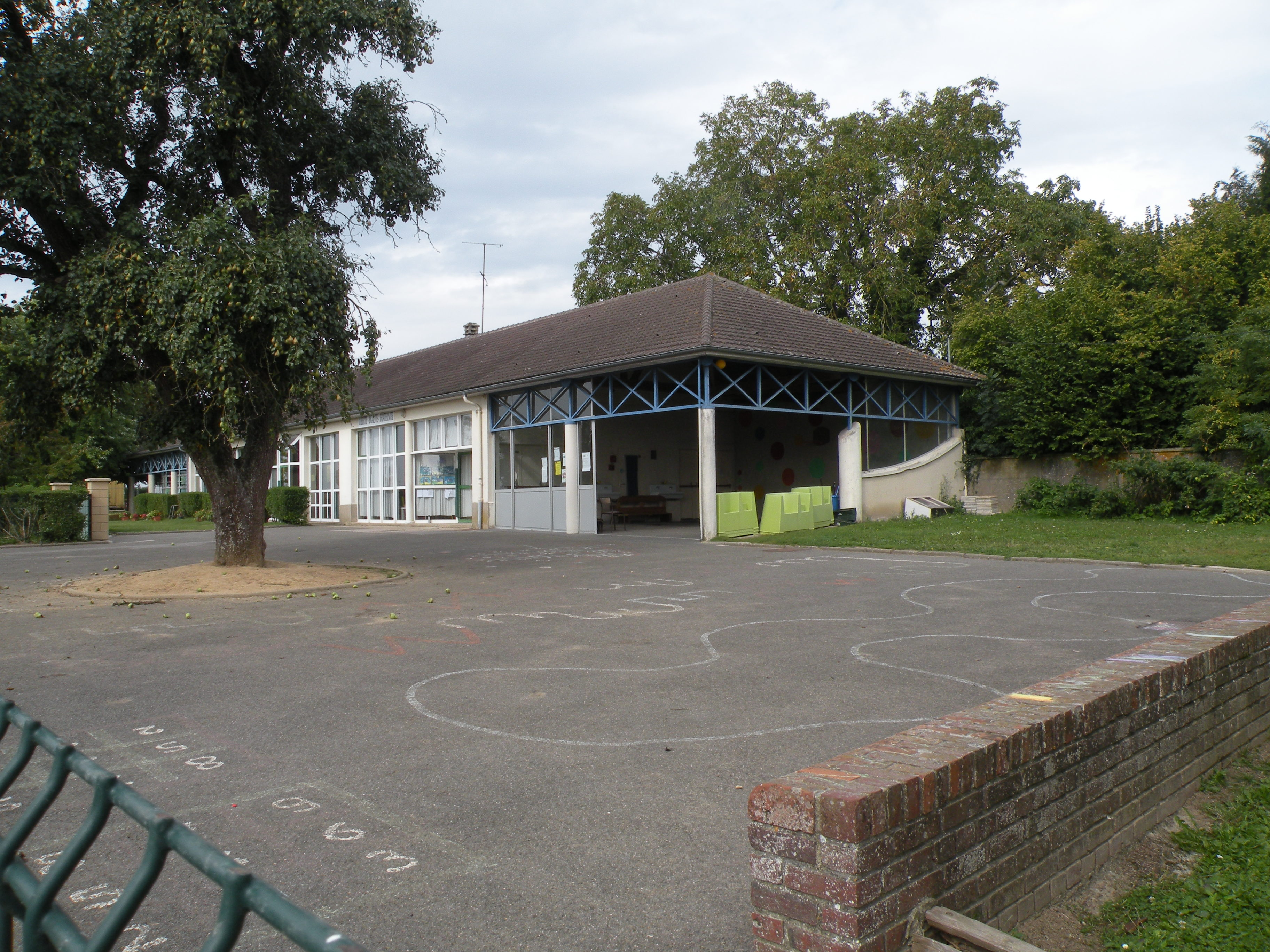
L'école en 2007.

## Population et société

### Démographie

#### Évolution démographique
L'évolution du nombre d'habitants est connue à travers les recensements de la population effectués dans la commune depuis 1793. Pour les communes de moins de 10 000 habitants, une enquête de recensement portant sur toute la population est réalisée tous les cinq ans, les populations de référence des années intermédiaires étant quant à elles estimées par interpolation ou extrapolation. Pour la commune, le premier recensement exhaustif entrant dans le cadre du nouveau dispositif a été réalisé en 2005.

En 2022, la commune comptait 586 habitants, en évolution de +6,35 % par rapport à 2016 (Oise : +0,87 %, France hors Mayotte : +2,11 %).
| 1793 | 1800 | 1806 | 1821 | 1831 | 1836 | 1841 | 1846 | 1851 |
| ---- | ---- | ---- | ---- | ---- | ---- | ---- | ---- | ---- |
| 302  | 300  | 282  | 265  | 287  | 262  | 266  | 280  | 276  |

| 1856 | 1861 | 1866 | 1872 | 1876 | 1881 | 1886 | 1891 | 1896 |
| ---- | ---- | ---- | ---- | ---- | ---- | ---- | ---- | ---- |
| 292  | 281  | 309  | 272  | 277  | 288  | 294  | 302  | 254  |

| 1901 | 1906 | 1911 | 1921 | 1926 | 1931 | 1936 | 1946 | 1954 |
| ---- | ---- | ---- | ---- | ---- | ---- | ---- | ---- | ---- |
| 254  | 276  | 263  | 230  | 243  | 246  | 230  | 256  | 266  |

| 1962 | 1968 | 1975 | 1982 | 1990 | 1999 | 2005 | 2006 | 2010 |
| ---- | ---- | ---- | ---- | ---- | ---- | ---- | ---- | ---- |
| 266  | 291  | 307  | 401  | 438  | 495  | 491  | 488  | 512  |

| 2015 | 2020 | 2022 | - | - | - | - | - | - |
| ---- | ---- | ---- | - | - | - | - | - | - |
| 545  | 575  | 586  | - | - | - | - | - | - |

#### Pyramide des âges
La population de la commune est relativement jeune.
En 2018, le taux de personnes d'un âge inférieur à 30 ans s'élève à 37,0 %, soit en dessous de la moyenne départementale (37,3 %). À l'inverse, le taux de personnes d'âge supérieur à 60 ans est de 18,4 % la même année, alors qu'il est de 22,8 % au niveau départemental.
En 2018, la commune comptait 275 hommes pour 285 femmes, soit un taux de 50,89 % de femmes, légèrement inférieur au taux départemental (51,11 %).
Les pyramides des âges de la commune et du département s'établissent comme suit.
| Hommes | Classe d’âge | Femmes |
| ------ | ------------ | ------ |
| 0,0    | 90 ou +      | 0,3    |
| 4,6    | 75-89 ans    | 8,2    |
| 10,6   | 60-74 ans    | 13,0   |
| 24,8   | 45-59 ans    | 19,1   |
| 23,4   | 30-44 ans    | 21,8   |
| 12,8   | 15-29 ans    | 16,0   |
| 23,8   | 0-14 ans     | 21,5   |

| Hommes | Classe d’âge | Femmes |
| ------ | ------------ | ------ |
| 0,5    | 90 ou +      | 1,4    |
| 5,5    | 75-89 ans    | 7,6    |
| 15,6   | 60-74 ans    | 16,3   |
| 20,8   | 45-59 ans    | 20     |
| 19,4   | 30-44 ans    | 19,4   |
| 17,6   | 15-29 ans    | 16,2   |
| 20,6   | 0-14 ans     | 19,1   |

## Culture locale et patrimoine

### Lieux et monuments

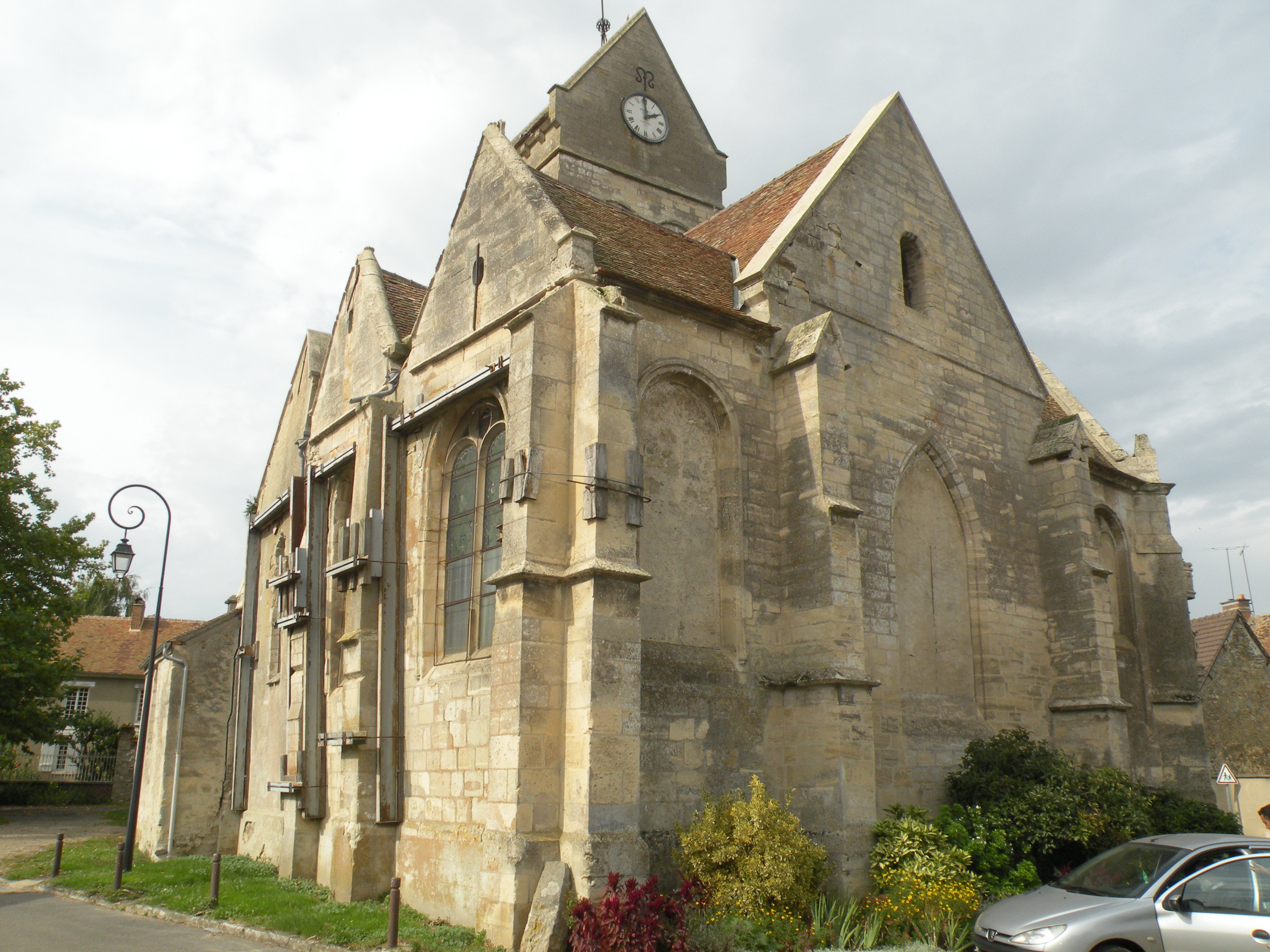
Église Saint-Marcel de Fleury.

- L'église Saint-Marcel de Fleury, comprenant un beffroi avec des baies géminées, un transept à croisillons et un chœur des XIIe et XIVe siècles, remaniée à de nombreuses reprises[28].

### Héraldique
| Blason de Fleury | Blason  | D'argent au chevron d'azur chargé d'un oiseau du champ membré d'or, accompagnée en pointe d'un fer à cheval de gueules et en chef de deux roses de même boutonnées d'or. |
| Blason de Fleury | Détails | Le statut officiel du blason reste à déterminer. |